# Хайрхан
Хайрхан (монг.: Хайрхан ) – сомон Архангайського аймаку Монголії. Територія 2,5 тис. км², населення 4,1 тис. чол.. Центр селище Уул Булан. Знаходиться на відстані 180 км від Цецерлега, 485 км від Улан-Батора. Школа, лікарня, сфера обслуговування, майстерні.

## Рельєф
Південно-західну частину займають гори, центральну та північну частину долини річок Орхон, Хануй, Хунуй та їх притоки, озера, гори вкриті лісом.

## Корисні копалини
Залізна руда, біотит, хімічна та будівельна сировина.

## Клімат
Середня температура січня -20-21, липня + 16-18 градусів, протягом року в середньому випадає 300-350 мм. опадів.

## Тваринний світ
Водяться кабани, олені, козулі, вовки, лисиці, корсаки, манули, зайці, тарбагани

## Межі сомону
Сомон межує з такими сомонами аймаку Архангай: Цецерлег, Ерденемандал, Батценгел, Улзийт,на півночі і сході з аймаком  Булган